# دوباره لبخند بزن (مجموعه تلویزیونی ۲۰۱۰)
دوباره لبخند بزن (انگلیسی: Smile Again; کره‌ای: 웃어라 동해야) یک مجموعهٔ تلویزیونی کره جنوبی سال ۲۰۱۰ با بازی جی چانگ ووک، دو جی وون، اوه جی اون، پارک جونگ آه و لی جانگ وو است. این مجموعه از ۲ اکتبر ۲۰۱۰ تا ۱۳ مه ۲۰۱۱، روزهای دوشنبه تا جمعه ساعت ۲۰:۴۵ (کی‌اس‌تی) از کی‌بی‌اس۱ برای ۱۵۹ قسمت پخش شد.

## بازیگران

### اصلی
- جی چانگ ووک در نقش کارل لیکر / دونگ هه
- دو جی وون در نقش آنا لیکر / جو دونگ بک